# Führer
Führer [/'fyːʀɐ/] és una paraula que en alemany té moltes significacions: guia (en el sentit de persona o d'un llibre), capitost, conductor, maquinista (de trens), pilota i fins i tot cabdill.
En altres llengües, aquest terme va entrar als anys 1930 com a sinònim d'Adolf Hitler, «el» Führer o cabdill que condueix políticament i espiritualment el seu poble germànic cap a la glòria. Hitler va començar utilitzant la paraula a l'interior del partit nazi a partir del 1922, després de veure imatges de la Marxa sobre Roma de Benito Mussolini, el va prendre com a exemple el duce i des d'aleshores va prendre l'equivalent alemany d'aquest mot.
Fins al 1933, això es limitava als cercles interns del partit nazi. Hitler va oficialitzar el títol «Führer i canceller del Reich» per llei, la vetlla del mort del president alemany Paul von Hindenburg, l'1 d'agost del 1934 i va demanar als òrgans del Partit Nacional Socialista dels Treballadors Alemanys (NSDAP) i del govern, —que de facto coincidien després de la Machtergreifung del 1933— d'actuar per fer utilitzar aquesta terminologia tot arreu. Dues setmanes més tard, aquesta decisió va ser aprovada per 89,83% dels alemanys després del Referèndum sobre el cap d'estat del Reich.
Des d'aleshores, «der Führer» (sense compliment) va esdevenir sinònim de Hitler, a la manera que fora dels països de parla castellana, «el Caudillo» només s'utilitza per al dictador Franco. Per analogia i per extensió després de la Segona Guerra Mundial va obtenir un significat pejoratiu i es va utilitzar com a sinònim de dictador.
Era una aplicació del Führerprinzip, «ein Volk, ein Reich, ein Führer» (un poble, un reich, un Führer) el principi del lideratge, segons el qual el Führer era l'únic responsable que concentrava tots els poders en la seva persona, per conduir en una missió messianista el poble a l'«Ordre Nou» on la raça superior germànica dominaria, alliberada de la decadència de la cultura judeocristiana i grecollatina.

## Ús en la terminologia militar i paramilitar

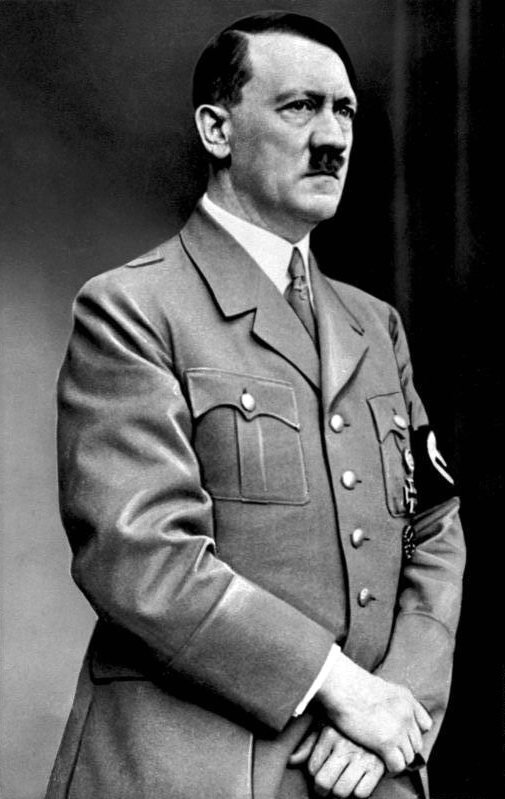
Bundesarchiv Bild 183-S33882, Adolf Hitler retouched

Com a sufix, el mot s'utilitza per a designar tota una sèrie de rangs dins d'un sistema jeràrquic militar o paramilitar a partir del segle xviii.
En el sistema superjerarquitzat que era el nazisme ho era el cas dins de la Schutzstaffel (SS), la  Sturmabteilung (SA, l'organització Todt, etc. En prendre l'exemple de l'organització Todt (per a la construcció i la reconstrucció) d'alt a baix, hi ha: Truppführer, Obertruppführer, Haupttruppführer, Frontführer/Bauführer, Oberfrontführer/Oberbauführer II, Oberfrontführer/Oberbauführer I, Hauptfrontführer/Hauptbauführer més avall hi havia els graus d'obrers mestre superior, el mestre, el treballador, després els presoners de dret comú, i finalment els presoners de detenció protectiva i els jueus. Dins del nazisme, tothom tenia un -führer damunt seu, i quasi tothom (exceptats els presoners i no-arians) tenia la possibilitat de progressar dins la jerarquia i d'esdevenir un -führer de gent sota ell que podia manar.
La paraula -leiter, director, ans al contrari era reservada als 25 graus superiors (de 30 en total) del braç polític del moviment, el partit NSDAP, del més petit Arbeitsleiter (director de treball) fins als graus superiors de Gauleiter i Reichsleiter.